# おおぐま座ミュー星
おおぐま座μ星（おおぐまざミューせい、μ UMa / μ Ursae Majoris）は、おおぐま座の恒星で3等星。

## 概要
おおぐま座μ星は赤色巨星で、AAVSO（アメリカ変光星観測者協会）によれば変光の疑いがある星とされている。AAVSOでは明るさは+2.99から+3.33まで変化すると疑われており、食変光星でないかと考えられている。そのためNSV（疑変光星カタログ）の4829番に登録されている。
分光学的に、1.5天文単位離れたところに230日の周期で公転する伴星を持つ二重星であることが明らかとなった。

## 名称
「南の二番目の足あと」という意味のタニア・アウストラリス（Tania Australis）という固有名を持つ。Taniaとは、アラビア語で「二度目（の跳躍）」を意味し、これにラテン語で「南」を表す言葉をつなげたものである。2016年7月20日、国際天文学連合の恒星の固有名に関するワーキンググループは、この名称を固有名として承認した。
Alkafzah Australis、El Phekrahという名前は、アラビア語で「（二番目の）脊椎骨」という意味である。中国では、おおぐま座λ星とともに「中央の要人」を表すChung Tae（中台）と呼ばれている。Alkafzah al Thaniyahとも。